# Gotra novoguineensis
Gotra novoguineensis là một loài tò vò trong họ Ichneumonidae.